# Buffons kiekendief
De Buffons kiekendief (Circus buffoni) is een vogel uit de familie van havikachtigen (Accipitridae). Johann Friedrich Gmelin noemde de soort Falco buffoni in zijn editie van Linnaeus' Systema Naturae uit 1788. De naam verwijst naar de Franse bioloog graaf de Buffon.

## Verspreiding en leefgebied
Deze soort komt voor van Colombia tot de Guiana's en noordoostelijk Brazilië, zuidelijk naar centraal Chili en centraal Argentinië.